# Chasmias fuscus
Chasmias fuscus là một loài tò vò trong họ Ichneumonidae.